# پارک ملی باروئیادهلا
پارک ملی باروئیادهلا (به لاتین: Baroiyadhala National Park) یک پارک ملی در بنگلادش است که در چیتاگونگ واقع شده است.